# 放射線ホルミシス
放射線ホルミシス（ほうしゃせんホルミシス、英: radiation hormesis）とは、大きな量（高線量）では有害な電離放射線が小さな量（低線量）では生物活性を刺激したり、あるいは以後の高線量照射に対しての抵抗性をもたらす適応応答を起こすという仮説である。トーマス・D・ラッキーは、電離放射線による被曝が慢性・急性のどちらの場合でも確認されている、と主張している。
ホルミシスとは、何らかの有害性を持つ要因について、有害となる量に達しない量を用いることで有益な刺激がもたらされることであり、その要因は物理的、化学的、生物学的なもののいずれかである。例えば紫外線は浴び過ぎれば皮膚がんの原因となり、また殺菌灯は紫外線の殺傷力によっているが、少量の紫外線は活性ビタミンDを体内で作るために必要であり、この活性ビタミンDは血清中のカルシウム濃度を調整するものであって、もし不足すればクル病の原因となる。ホルミシスの語源はホルモンと同様にギリシア語のホルマオ（興奮する、の意味）である。
ホルミシスという言葉が最初に用いられたのは菌類の成長を抑制する物質が低濃度では菌類の成長を刺激することを表現するものとしてであり、「少量の毒は刺激作用がある」とするアルント・シュルツの法則の言い直しである。1978年 にミズーリ大学のトーマス・D・ラッキーは「電離放射線によるホルミシス」において低線量の放射線照射は生物の成長・発育の促進、繁殖力の増進および寿命の延長という効果をもたらしうると主張して注目された。また翌1979年春に東京で開催された国際放射線研究会議において中国では「自然放射線の非常に高い地区に住んでいる住民の肺癌の発生率が低い」ことが発表されると、スリーマイル島原子力発電所事故調査委員長のFabricantが興味を示し、国際調査団Citizen Ambassadorを中国に派遣して以降、放射線ホルミシス研究が盛んになった。

## 概要
放射線ホルミシス効果とは、1980年にミズーリ大学生化学教授のトーマス・D・ラッキーが、一時的な低線量の放射線による生物の各種刺激効果に関する20世紀初頭からの研究者達の研究原著論文をCRC Pressから出版された本 の中で紹介、整理することによって使用した言葉であり、アメリカ保健物理学会誌1982年12月号に掲載された総説によって提唱された仮説である。この仮説では、一時的な低線量の放射線照射は、体のさまざまな活動を活性化するとされる。ラッキーは小論文『原爆の健康効用』を発表し、原爆は健康を促進した面があると主張している。
国際放射線防護委員会（ICRP）は、1983年より放射線ホルミシスについて検討を開始しており、ICRP1990年勧告では、「今日、ホルミシスと呼ばれるこのような影響に関するほとんどの実験データは、主として低線量における統計解析が困難なため、結論が出ていない」「現在入手しうるホルミシスに関するデータは、放射線防護において考慮に加えるに十分でない」と述べている。
核戦争防止国際医師会議のオーストラリア支部メンバーで、核兵器廃絶国際キャンペーンのSue Warehamは、「原子力産業では放射線の危険性を控えめに扱い、ホルミシス概念の普及を続けている」としている。
ロシア科学アカデミーのアレクセイ・ヤブロコフらは、「ホルミシスの提唱者達は、放射線関連の疾病の増加が隠すことのできない事として明らかとなってきてからは、その放射線由来の疾病は全国的な恐怖の結果であるとの言い逃れを試みるようになり、同時に線形非閾値モデル（LNTモデル）に基づく放射能の影響を否定するキャンペーンが始まり、チェルノブイリ原子力発電所事故以後、ある科学者達は人以外の系における低線量効果に基づいてチェルノブイリのような線量は人間や全ての生物にとってためになるとの主張を始めて、LNTモデルなど現代の放射線生物学のいくつかの概念の改訂を試みる活動が続けられている」としている。
米国科学アカデミー「電離放射線の生物学的影響に関する委員会（BEIR）」によるBEIR VII報告（2005年）は、生物学的基礎研究（動物実験や細胞レベルの実験）と人間集団の疫学データをあわせて考慮した上で、低線量域でも放射線の被曝線量と影響の間には、しきい値がなく直線的な関係が成り立つとするLNT仮説は科学的に正しいと結論し、「LNTモデルは低線量放射線の健康影響を過大に考えているという見解も委員会は入手している。リスクはLNTから推計できるものより小さいか存在しないかであり、あるいはむしろ低線量被曝は人体によい影響をもたらすこともある、という考えである。我々はこうした仮説も受け入れることはできない。たとえ低線量であっても何らかのリスクがあるらしいことを示す情報の方が優勢なのである。」と述べている。
2007年時点では、マサチューセッツ大学のエドワード・キャラブレスらが継承して研究している。
近年では、日本の電力中央研究所や放射線医学総合研究所、東京大学、京都大学、東北大学、大阪大学、広島大学、長崎大学などの各大学 で行われていたが、電力中央研究所は、2014年に「人に対する低線量放射線の影響として一般化し、放射線リスクの評価に取り入れることは難しい」との見解を示している。
電離放射線の性質を利用する放射線療法においては、放射線ホルミシスの範囲を逸脱する100から150ミリシーベルトという線量での放射線照射を数回全身あるいは半身に対して行うことで生体の免疫機能を高め、癌治療のための局所照射の効果を増強し、治癒率を高めたとする研究がある。局所腫瘍が発見された時点で、すでに他所に転移している可能性の大きい悪性リンパ腫を対象としたもので、他の治療法が試行されていない患者に承諾を得て30余例の治療が行われた。
児玉龍彦は放射線ホルミシスについて、（放射線などを当てると）p38というMAPK（分裂促進因子活性化タンパク質キナーゼ）とか、NF-κBというシグナル系の分子が動き、これは短期的には様々な効果をもたらし、それを健康にいいとか悪いとかいう議論は様々あるが、こういう状態を長期的に続けると、慢性炎症と呼ぶ状態になり、慢性炎症は例えばガンの前提の条件になったり、様々な病気の原因になるということがよく知られていると述べている。
野口邦和（放射線防護学）は、放射線ホルミシスが原子力発電所の立地にともなう住民説得の道具として使われていることを指摘し、「ホルミシス現象が報告されているとおり本当に起こるのか、起こるとした場合、どういうメカニズムで起こるのか、起こるときの線量の範囲はどのくらいか」などを研究することは、放射線生物学的に意味のある重要なことであるが、現在までのところ、放射線ホルミシスは十分に証明され確立された現象ではなく、「放射線にまったく被曝しなかった人よりもちょっと被曝した方が発癌率が低かったり、かえって長生きする」などと主張することは明らかな誤りであり、「無用な放射線被曝はできるだけ避ける」「避けることのできない放射線被曝は、被曝線量をできるだけ低くする」ことが依然として放射線防護の大原則であるとしている。

## 放射線被曝と発ガン抑制のしくみ

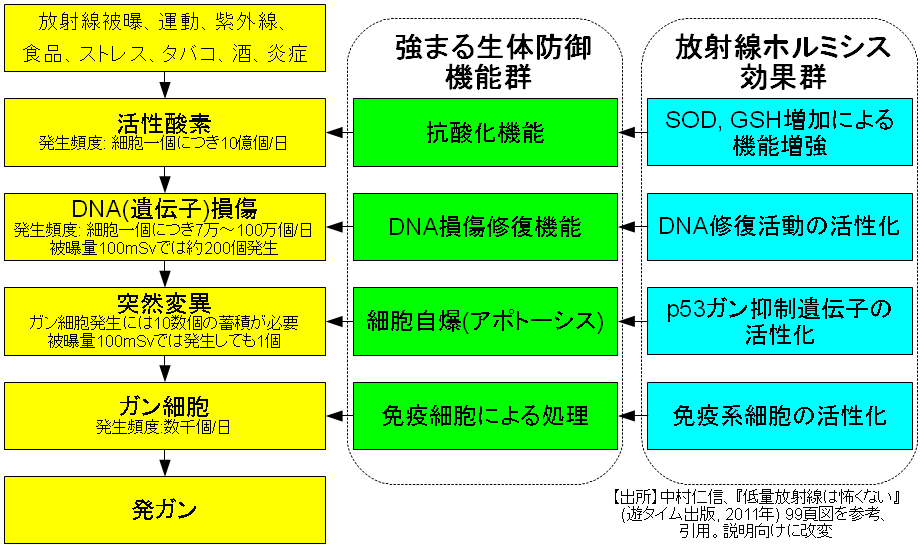

放射線による発ガンの機構は十分に解明されているとはいえないが、現時点では「DNA 損傷→染色体異常→突然変異→細胞ガン化」と進む経路（発ガンの突然変異説）が受入れられている。原爆被爆者の調査から一気に被曝した場合100ミリシーベルトで発ガンのリスクが1%高まることがわかっている。電離放射線によるDNA分子の電離が直接にDNAの化学結合を切断するような作用が「直接作用」である。一方「間接作用」とは、電離放射線によって水から反応性の高い・OH（ヒドロキシラジカル）などの活性種（水和ラジカル、Hラジカル、過酸化水素）が生成され、これらがDNAと化学反応することで損傷を引き起こすことである。X線照射の場合、生物学的損傷の約1/3は直接作用、約2/3は間接作用の結果と考えられている。活性酸素は日常において運動・呼吸・食事からでも1日に細胞1個あたり約10億個発生している。放射線ホルミシス仮説では、放射線を被曝するとヒドロキシラジカルを消去するグルタチオン (GSH) とスーパーオキシドを消去するスーパーオキシドディスムターゼ (SOD) が増加することで活性酸素処理能力(抗酸化機能)が高まることは細胞レベルの動物実験で証明されたと主張している。
DNA損傷の数は普段でも細胞1個当たり1日数万から数十万個であり、運動、食べ過ぎ、飲みすぎ、紫外線、タバコ、ストレス、炎症などがあれば活性酸素が増加し、DNA 損傷はさらに増える。放射線を100ミリシーベルト被曝した場合のDNA損傷の数はおよそ200個であり、被曝線量が100ミリシーベルト以下の場合のDNA損傷は自然の変動幅に埋没してしまう程度であるが、放射線だけで生体の防御能力を超えなくてもタバコ＋ストレス＋放射線というように発ガンの原因が重複して生体の防御能力を越えることもある。
放射線ホルミシス研究委員会は、放射線によりDNA修復活動が活性化されることを確認したと主張している。
DNA損傷が多いために修復できなかったり、修復にミスが起きたりして異常な遺伝子が残ることで突然変異を持つようになった細胞は自殺させられるが（アポトーシス）、これはp53というガン抑制遺伝子の働きによるものである。中村は、この遺伝子は低線量放射線によって活性化すると主張している。人間には2万5千の遺伝子があるが、一定の数のDNA修復に関係する遺伝子、DNAの保護に関わる遺伝子があり、普通はこれがやられないと低線量の傷害はだいたい問題なく修復される。しかし、p53のような、DNAを守っていたり、そういうところに関わる遺伝子が壊れるとガンになるということがわかっている。2万5千の遺伝子の中でどこがやられるかということは、極めて確率論的である。放射線は腫瘍抑制遺伝子の不活性化因子として有効に働き、発ガンの後期で進行因子の役割を果たすとする説がある。
それでも遺伝子異常をもったまま自爆できない細胞が残って突然変異が蓄積されると発ガンのリスクが増える。突然変異からガン細胞が生まれるためには突然変異が10 数個蓄積されることが必要であるが、突然変異ではない経路で発生するガン細胞もある。ガン細胞は通常でも毎日数千個発生するが免疫細胞は体内を巡り、ガン細胞を見つけては処分しているため（免疫学的監視機構）ガンの発症がない。ホルミシス仮説では、このように働くキラーT細胞などの免疫系細胞が低線量放射線で活性化されることは多くの実験・調査で確かめられている、と主張している。マウスに低線量率放射線照射（0.95 mGy/h）を試みたところ、Tリンパ球の増殖応答に一時的な亢進が見られたものの、持続的な亢進やNK細胞の傷害活性の亢進は認められなかったとする報告がある。

## LNT仮説とホルミシス仮説
従来、放射線の生物への影響に関する研究は、「放射線はすべて、どんな低い線量でも生物に対して障害作用をもつ」との考えに沿って行われてきた。これは、どのような量でも生物学的に有害でプラスの効果がなく、有害な効果が量と共に増大するとするしきい値なしの直線モデル（LNT仮説)によるものである。
ホルミシス理論では、少量で極大のプラス効果を持つ刺激が生じ、さらに用量を上げていくと、効果がないゼロ相当点（ZEP：zero equivalent point）に達し、これが「しきい値」とされ、その値を超える場合に有害なマイナス効果が増大する、とされる。

## 電力中央研究所による放射線ホルミシス効果検証プロジェクト
電力中央研究所の服部禎男は1984年、アメリカ合衆国の生化学者トーマス・ラッキーの唱えた放射線ホルミシス論を知った。これを受けて電力中央研究所は、1990年代から2000年代前半にかけて、放射線ホルミシス効果検証のための研究を行ったが、2014年に「ホルミシス効果を低線量放射線の影響として一般化し、放射線リスクの評価に取り入れることは難しい」とする見解を示した。
1993年、電力中央研究所は、東京大学、放射線医学総合研究所、京都大学、東北大学、大阪大学、広島大学、長崎大学、東邦大学など14の大学などの研究機関に研究費の提供を開始して研究を依頼し、放射線ホルミシス効果検証プロジェクトを立ちあげた。その後、電力中央研究所は、自らも2000年に理事長直轄の独立組織である低線量放射線研究センターを設立したが、2004年には電力中央研究所では頻繁に行われてきた全体及び各部門の組織名称変更により、それまでの狛江研究所が原子力技術研究所という名称に変更され、2006年にはその中に、低線量放射線研究センターが理事長直轄のセンターから原子力技術研究所内の附置センターに格下げされた形で、その目的も「原子力利用における放射線防護体系の構築を進めるため」と変更され、放射線安全研究センターと改名された。
このプロジェクトでは、
- 老化抑制効果
- がん抑制効果
- 生体防御機構の活性化
- 遺伝子損傷修復機構の活性化
- 原爆被災者の疾学調査

のカテゴリーで研究され、検討される仮説は以下の通りであった。
1. SOD（活性酸素を不均化する酵素群）の活性化によって余分な活性酸素が消去されるならば、それは「老化抑制」に寄与する
2. リンパ球（T細胞）の活性化が生じるならば、それは生体の免疫力を高めて「がん抑制」に寄与する

1.の老化抑制効果の検証研究の結果、ラットを使った実験において、通常の老齢のラットでは、過酸化脂質量は大きくなり、膜流動性は低くなり、SOD量は縮減されることが確認されたが、約50センチグレイの低線量放射線を照射すると、上記の老化の特性は有意に改善され、若いラットの値に近づくことがわかった。
また、活性酸素病の一つである糖尿病に関して、低放射線量放射が、糖尿症状を抑制する結果を得た。
2.のがん抑制効果の検証研究の結果、ラットを使った実験において、15センチグレイの低線量照射を一回行うことで、がん転移率が約40%下がること、また、1回当たり4センチグレイの低線量照射を行うことで、腫瘍の増殖肥大が有意に抑制されることが確認された。
また、通常の放射線治療では、約6000センチグレイの高線量放射線を、30回に分けて患部に局所照射し、がん細胞を殺す方法が採用されている。これに対して、同プロジェクト東北大学グループは、これまでの局所照射方法に加えて、10センチグレイの低線量放射線を週3回の割合で全身に照射し、これを5週間にわたり継続して行う方法を併用したところ、高線量の局所照射を単独に行う場合に比べて、治癒率が有意に向上した。
また、同プロジェクトでは、分子レベル、細胞レベル、個体レベルの三つのレベルにおいての放射線ホルミシス効果が検証された。

### 分子レベルにおけるホルミシス効果
生体を構成する分子レベルにおけるホルミシス効果
1. 抗酸化系酵素活性
  - SOD活性の亢進
  - TRXの誘導合成
2. タンパク誘導合成
  - ガン抑制遺伝子p53の発現
  - 熱ショックタンパクHsp70の誘導合成
3. 細胞情報伝達系の関与(細胞膜の構造機能の変化）
  - 脂質過酸化の低減
  - 膜流動性の亢進
  - Na+、K+-ATPase活性の亢進

### 細胞レベルにおけるホルミシス効果
1. 適応応答の誘導
  - 細胞増殖の亢進
  - 染色体異常の低減
  - 遺伝子損傷修復能の促進
2. 免疫細胞の活性化
  - 幼若化反応の亢進
  - サイトカイン産生の亢進
3. 細胞情報伝達系の関与
  - 細胞間のギャップジャンクションの関与
  - カルシウムイオンの関与

### 個体レベルにおけるホルミシス効果
さらに「個体レベル」においては、
1. 制がん・抗がん作用
  - ガン転移の抑制
  - 胸腺リンパ腫の発生低減
2. 活性酸素病に対する効果
  - 高血糖値の降下
3. 放射線抵抗性の獲得
  - 高線量照射に対する生残率の向上
4. 中枢神経系への刺激作用
  - 覚醒刺激としての認識
  - 心理的ストレスの軽減
5. ヒトの疫学的効果
  - ガン以外の死亡率の低減

## 環境放射線の積極的な利用としての放射能泉
自然放射線または環境放射線の積極的な利用は、放射能泉であるラドン泉やラジウム温泉で行われてきた。ラドン222の濃度が74ベクレル/リットル以上含まれるのがラドン泉であり、ラジウムが1億分の1グラム/リットル以上含まれるのがラジウム泉である。
ヨーロッパのオーストリアでは、インスブルック大学医学部が、1950年代からザルツブルク大学理学部と共同研究を行い、ヨーロッパアルプス山脈の中にあるバート・ガスタインのラドン坑道を活用して、年間約1万人の強直性脊椎炎（ベヒテレフ病）、リウマチ性慢性多発性関節炎、変形性関節症、喘息、アトピー性皮膚炎などの患者に対してラドン吸入療法を行っている。ここでの空気中ラドン222濃度は110ベクレル/リットル以上で放射能療養坑道と呼ばれている。
オーストリアや日本、ロシアなどではこの放射線ホルミシス理論を根拠に、ラドン泉（ラジウム泉）の効用がうたわれ、療養のために活用されるラドン泉やラドン洞窟が存在する。

### 指摘されるラドン被曝の問題点
世界保健機構(WHO)は、多くの国でラドンが喫煙に次ぐ肺がんの重要な原因であるとしている。アメリカの環境保護庁(EPA)は、ラドンに安全な量というものは存在せず少しの被曝でも癌になる危険性をもたらすものとしている。また、米国科学アカデミーは、毎年15,000から22,000人のアメリカ人が屋内のラドンに関係する肺がんによって命を落としていると推計する。なお、200～400Bq/m3の室内ラドン濃度を限界濃度あるいは基準濃度として許容している国がほとんどである。日本政府は2011年現在、特に警告は発していない。
放射線の医学的利用法については、放射線療法を参照。

### 三朝温泉地区における調査
アメリカ環境保護庁 (EPA) の、ラドンに安全な量というものは存在しないという仮説を受けて、1992年に低レベルのラドンでも健康への悪影響があるか を調べるため、当時近畿大学原子力研究所教授の近藤宗平、国立がんセンターの放射線研究部長・祖父江友孝、岡山病院院長の古本嘉明らは、鳥取県三朝町の温泉のある地区の住民と近隣で温泉の無い地区の住人を比較対照した疫学調査を行い、非温泉地区に比較して温泉地区では1952年から1988年の癌死亡率が低いとする論文を日本癌学会の会報に発表した。以降、この論文はホルミシス効果の宣伝に利用されるようになる。しかしその後の再調査で調査期間や調査方法などを更新・分析した結果、三朝町の高レベルのラドン地区と、三朝町の比較対照地区（ラドンが低い）で死亡率の差は見られなかった、と報告している（注；当研究では個々の被曝レベルは測定されておらず、喫煙と食事のような主要交絡因子を制御できなかった）。

## 放射線被曝における統計手法の困難
原爆放射線被曝を例とすると、その被害および研究者によってはその効用について報告されているが、このような統計手法に関しての問題点には「稀な事例を確認するために必要な集団サイズの増大による統計的確認の困難」と「原因を放射線のみとすることができない」ことがある。
稀な事例を確認するために必要な集団サイズの増大
統計的確認のためには多くの実例にあたることが必要である。確認しようとする事象の発生頻度が少なくなるとより多くの実例にあたる必要が生じることで実際は統計的確認が不可能になる。原爆放射線を被曝した人に見られるガンの過剰な発生は、その放射線の量の少ない集団ほどまれになるため、低量の放射線に被曝した場合の確認は不可能であり、その限界は一般的に0.5グレイ、あるいは0.1グレイとされる。
対照実験と異なり、統計では原因を放射線のみとすることができない
放射線を原因とするものより、それ以外を原因とするガンの方がはるかに多いというガンの原因分布の実態があり、さらに人間の生活環境に存在する多様な各種の有害物質の影響を受けながらも、このような物質の一部についてしか確かな情報がなく、放射線が原因とされるガンも他の環境要因から独立させることができない。日本では死亡原因をガンとするケースは全体の二割から三割程度であるため、ガンを発症してもそれが直ちに放射線の影響と特定することはできず、ガンによる死亡の割合も地域・性別・年齢・調査した年度により異なる。このような条件下で行われる統計手法の結果を元に、わずかな割合の差で何かを論じることの難しさは前述の「必要な集団サイズの増大」の問題を含んでいる。

## 癌発症までに対する追跡期間の問題
癌の発症など長期間を要する晩発性の影響を調べる場合には、原爆被爆者に対する放射線影響研究所による寿命調査（Life Span Study, LSS）のように、生涯にわたって被曝者の追跡調査をすることで全容を解明することができる。しかし、実際は予算の制約などから、原爆被爆者以外で長期にわたる追跡調査が行われている例は皆無に等しい。ホルミシス効果には、癌死の予防効果や長生き効果など様々な事例が報告されているが、追跡期間が短すぎたために見かけ上ホルミシス効果が観測されることがあり、追跡期間がより長期で行われた場合、ホルミシス効果が確認されなくなった調査結果もある。下記にその一例を示す。

### 『放射能汚染マンションによる癌死の予防効果』に対する問題
台湾では台北市およびその周辺において1982年から1984年に放射性物質であるコバルト60が建築資材に混入し学校やアパートの鉄筋に用いられ、約1万人が長期にわたって被曝したが、2004年に第14回環太平洋国際会議（PBNC）において発表された調査結果によると、1983-2002年の期間におけるアパートの居住者の癌死の発生は、台湾の一般公衆の自然発生的な癌死の発生のおよそ3%にまで激減し、先天性奇形も、一般人の発生のおよそ7%と劇的な低下を示した。従って、低線量慢性被曝は癌死亡を劇的に予防する。論文は2007年に「Dose Response」誌に掲載されたが、2004年の会議は大いに議論の呼ぶところとなり、米国エネルギー省（DOE）の仲介でカナダの疫学調査の専門家が研究に参加し、詳しい調査が行われることになった。
2008年に発表された台湾国立陽明大学による疫学調査の結果によると、追跡期間を1983-2005年、症例は国立癌登録で特定、各個人の行動様式から個人線量を推定、住民の受けた平均被曝線量は48mGy（中央値6.3mGy）とし、比例ハザードモデル（Proportional hazards model）を用いた解析からは、以前の報告にあったようながん減少の傾向は観察されず、慢性リンパ球性白血病を除いた白血病で、100mGyあたり1.19（95%CI 1.01-1.31）のハザード比の有意な増加が観測され、乳癌で、100mGyあたり1.12（90%CI 0.99-1.21）のハザード比の増加傾向が観測されている。なお、この研究では住民の行動様式から個人線量を推定しているが、個々の被曝線量は染色体損傷や歯や骨に記録された放射線損傷から調べることができる。

### 『原爆による長寿効果に対する』問題
長崎市への原子爆弾投下で、1970-1988年の統計データを用いた結果、0.5～1 Gyの範囲で被曝した男性被曝者は長生き効果が与えられた という報告がある。
放射線影響研究所では2011年に原爆の被曝影響の研究結果をまとめた総説を発表し、寿命の短縮（Life Span Shortening）という節の中で、原爆被爆者の平均余命は、被曝線量の増加に伴い、1 Gyあたり約1.3年の短縮となり、1 Gyの被曝時における平均余命の全損失に占める割合は、固形癌が約60%、癌以外の疾病が約30%、白血病が約10%と報告している。
ロバート・アーリックは「Nine Crazy Ideas in Science（邦題『トンデモ科学の見破りかた 』）」で、被曝に関する統計データについて、全体から特定部分のみのデータを用いるチェリー・ピッキング行為など、恣意的なデータ選択の問題を指摘している。また、「なぜ癌以外の病気の死亡率だけを考慮するのか？なぜ男性だけを考慮するのか？なぜ一九七〇～一九八八年のあいだだけの死亡を考慮するのか？なぜ広島ではなく長崎だけの被爆者を考慮するのか？」と問いかけたうえで、より広い母集団による統計では、0.5-0.99Gyの線量での相対リスクの減少は見られず、むしろ増加を示すと主張している。

### 『高自然放射能地区における癌死予防効果』に対する問題
中国広東省陽江県には、自然放射線の高い地域があるが、1970～1986年間にわたる調査の結果、対照とした周辺地域に比べて統計的に有意ではないが癌死亡率が低かった との報告がある。
調査期間を延長して調べた結果、対照とした周辺地区と高自然放射能地区の間で、癌死亡率の差は見られなかった。

### 『原発事故で被曝しても小児白血病は発症しない』に対する問題
Ivanovら の研究によると、1982年から1994年にかけて、チェルノブイリでは小児の白血病に対する顕著な傾向が見られない。原発事故で放射能を被曝したとしても、子どもの白血病の心配は無用である確証が得られた としている。なお、チェルノブイリ原子力発電所事故直後から処理作業に参加したアルチュニアン は「一般住民に及ぼされた被曝による健康影響は、甲状腺がん以外には一切確認されていないというのが私たち専門家の一致した見解」としている。
Noshchenkoらによる1987年から1997年の期間を対象としたウクライナにおける小児白血病の研究の結果、10 mGy以上の被曝に対して、0-5歳児における小児の白血病のリスクに関して有意であると報告されている。

## ホルミシスが生じる線量範囲
トーマス・D・ラッキーは自然放射線レベルから年間10 Gyの間の全身照射であればホルミシスは生じるとし、被曝線量の許容値としては保守的な値として年間1 Gyを主張している。電中研の服部禎男は、「自然放射線の100倍を自由に被ばくできる健康センター施設を全国につくりたい」とし、そのためにはリミットをトーマス・ラッキーの示した年間1 Gyが適当であるとし、放射線量率が毎時100 mSvあるいは毎時1 Sv以下では癌にならないとの学者の研究発表があると主張している。
2003年に米国DOEの低線量放射線研究プログラムによる支援等を受けて、PNASに発表された論文によれば、人の癌リスクの増加の十分な証拠が存在するエックス線やガンマ線の最低線量は、疫学データに基づくと、瞬間的な被曝では、10-50 mSv、長期被曝では50-100 mSvであることが示唆されている。さらに低線量における癌リスクを推定する最適な方法は、中間から極低線量まで線形外挿が最適な方法のようであるとしている。瞬間的な被曝の研究として原爆の被曝影響における調査では、5-125 mSv（平均34 mSv）で固形癌死亡率の有意な増加、5-100 mSv（平均29 mSv）で癌罹患率の有意な増加を示している。
また、同論文では「いくつかの動物実験は、低レベルおよび中レベルの放射線被ばく量が寿命を向上させ得ることを示唆するが、すなわち潜在的なホルミシス反応を示唆する。低線量被ばくのケースにおいてしばしばあることだが、当該データはいくつもの意味に取れる曖昧なものである。すなわち、たとえば、Maisinらは500 mGyのX線急性被ばく後に138匹のC57BLマウスが比較群よりも平均50日長生きしたことを報告する。対照的に、Storerらは同じ被ばくを受けた1390匹のRFMマウスが平均で75日短命であったことを報告している」と述べている。
財団法人環境科学技術研究所ではマウスを使った寿命試験を行い、低線量率の放射線でも連続照射によって高線量を照射すると白血病を誘発する作用を持つことが明らかになった、と報告している。なお、ここでいう低線量率とは1日20 mGyである。
財団法人放射線影響協会「原子力発電施設等 放射線業務従事者等に係る疫学的調査 平成17年度～平成21年度（第IV調査）」では、放射線業務従事者（平均被曝線量は累積で13.3 mSv）の白血病を除く全悪性新生物のSMR（標準化死亡比 95%信頼区間） は1.04（1.01-1.07）で、全日本人男性死亡率（20歳以上85歳未満）に比べ有意に高かった。生活習慣等による影響の可能性を否定できないものの、肝臓、肺の悪性新生物のSMRが有意に高いことが寄与しているものと考えられるとしている。

## 理論的課題と評価
カリフォルニア大学の生物学者レスリー・レッドパースは、「低用量時にある種の防御メカニズムを刺激するもので概念的にはワクチンに似ている」としている。
ロチェスター大学医科歯科校のバーナード・ワイスは、「高用量での測定に基づく低用量での有害性の推定は間違いのもとになる」と指摘している。
米国立環境健康科学研究所（NIEHS）のクリスチーナ・サイヤーは、エドワード・キャラブレスの主張を支えるために用いられている論理とデータの論文について評価し、その根拠の欠陥を指摘している。
ジョーン・ピータソン・マイヤーズは、「ホルミシスは欠陥のある理論」と指摘している。
疫学の専門家・医師アリス・スチュワートの調査結果は、放射線に無害な量はないことを示しており、バックグラウンド放射線や低線量条件下において引き起こされた癌の数が放射線防護委員会によって軽視されていたことを示した。

## 関連団体

### 国際ホルミシス学会
2005年に国際ホルミシス学会（International Dose-Response Society）が発足され、学術雑誌としてDose Response誌を発行している。Dose Response誌の2011年現在の編集長は、マサチューセッツ大学のホルミシス研究者、エドワード・キャラブレス（Edward J. Calabrese）とバーバラ・キャラハン（Barbara G. Callahan）が勤める。編集委員には規制当局側のEPAやFDAの他に、ダウ・ケミカルやR.J.レイノルズ・タバコ・カンパニー、シンジェンタ（Syngenta Central Toxicology Laboratory）などの企業からも受け入れている。共同編集者にはモンサント社や米国エネルギー省、アメリカ空軍などのメンバーも含む。編集長のキャラブレスは、化学物質に対して、高用量で有害な影響を持つものでも、低用量では有益な影響を有するホルミシス効果があるとして、低用量で有益なら厳しい規制の必要性はなく、健康基準に関しても緩和すべきだとの主張を行っているため批判もある。キャラブレスの研究は、国防省から研究資金を受けているとの指摘もある。

### 一般社団法人 ホルミシス臨床研究会
日本国内におけるホルミシス普及を目的とした機関。

## 学会からの反応

### 放射線・科学・健康協会
1996年に、トーマス・ラッキー、『私はなぜ原子力を選択するか―21世紀への最良の選択』（The Nuclear Energy Option）（ISBN 4900622052） の著者でもあるピッツバーグ大学名誉教授のバーナード・コーエン（Bernard Cohen）、近藤宗平、電力中央研究所の服部禎男等によって、米国のNPO団体として、放射線・科学・健康協会（Radiation, Science, and Health, Inc.:RSH）が設立された。
RSHはLNTモデルが誤りであると主張し、それを示すためのデータを提供し、放射線防護にはコストが掛かり過ぎるとして放射線防護に関する公共政策の見直しを目指している。RSHは、政府機関が放射線ホルミシスを含むデータを抑圧し、放射線の恐怖を助長していると主張している。RSHでは放射線ホルミシス効果を支持する科学的データの収集を行い、放射線防護規制に対する抗議運動を活発に行っている。1999年4月21日、後援にRSHを筆頭に各原子力関連の学会や放射線関連学会、協賛に電気事業連合会のサポートを得て、「低線量放射線影響に関する公開シンポジウム―放射線と健康」が東京の京王プラザホテルで開催された。

### 放射線影響研究所
放射線影響研究所によると、癌に関しては定型的な線量閾値解析では閾値は認められなかった。すなわち癌に関するホルミシス効果はゼロ線量が最良の閾値推定値だったと、ホルミシス仮説に否定的な見解を示している。